# 岩手開発鉄道DD38形ディーゼル機関車
岩手開発鉄道DD38形ディーゼル機関車（いわてかいはつてつどうDD38がたディーゼルきかんしゃ）は、岩手開発鉄道でかつて運用されていたディーゼル機関車である。
2両（DD3831・DD3832）が在籍した。
DD38形の38は自重38tの意味である。車番の31・32の3は、岩手開発鉄道のディーゼル機関車の連番で、3形式目を意味する。

## 概要
石灰石輸送の重量貨物牽引用として、1960年に東洋工機が製造した38tセンターキャブ式のディーゼル機関車である。10月に3831、12月に3832が運用を開始した。機関は新潟鐵工所製のL6FH4AS（240ps）を2基搭載する。
DD53形の登場で主役の座を譲り、1974年10月に廃車となった。

## 主要諸元
- 全長：10,850mm
- 全幅：2,600mm
- 全高：3,642mm
- 自重：38.0t
- 機関：L6FH4AS（240ps）2基
- 軸配置：B-B